# Fortore
A Fortore egy olaszországi folyó, mely átszeli Benevento, Campobasso és Foggia megyéket. A Monte Altieri (888 m) lejtőin ered, a Lukániai-Appenninekben. Benevento területén négy rövidebb vízfolyást gyűjt össze, majd Castelvetere in Val Fortore után Campobasso és Foggia megyék határán folyik tovább és a Lesina-tó mellett az Adriai-tengerbe torkollik.
Mesterséges tava az Occhito-tó.

## Fordítás
Ez a szócikk részben vagy egészben  a   Fortore című angol Wikipédia-szócikk ezen változatának fordításán alapul.  Az eredeti cikk szerkesztőit annak laptörténete sorolja fel. Ez a jelzés csupán a megfogalmazás eredetét és a szerzői jogokat jelzi, nem szolgál a cikkben szereplő információk forrásmegjelöléseként.